# Joucou
Joucou ist eine Gemeinde im französischen Département Aude in Okzitanien. Sie gehört zum Kanton La Haute-Vallée de l’Aude und zum Arrondissement Limoux. Nachbargemeinden sind Belvis im Norden, Marsa im Osten, Bessède-de-Sault im Südosten, Aunat im Süden, Rodome im Südwesten und Belfort-sur-Rebenty im Westen.

## Bevölkerungsentwicklung
| Jahr      | 1962 | 1968 | 1975 | 1982 | 1990 | 1999 | 2006 | 2015 |
| --------- | ---- | ---- | ---- | ---- | ---- | ---- | ---- | ---- |
| Einwohner | 56   | 48   | 33   | 25   | 25   | 27   | 33   | 35   |